# Hippodrome de Magna Racino
L'Hippodrome de Magna Racino se trouve dans les environs d'Ebreichsdorf en Autriche. Il accueille de nombreuses courses hippiques. L'épreuve majeure de la saison est le Racino Grand Prix.